# Oshkosh (Wisconsin)
Oshkosh ist eine Stadt an der Mündung des Fox River in den Lake Winnebago im Winnebago County in Wisconsin. Das U.S. Census Bureau ermittelte bei der Volkszählung 2020 eine Einwohnerzahl von 66.816.

## Geschichte

### Name
Oshkosh wurde nach dem Menominee-Häuptling Oshkosh benannt, dessen Name „Kralle“ bedeutet. Oshkosh ist seit 1853 Stadt.

### Einwohnerentwicklung
| Jahr | Einwohner |
| ---- | --------- |
| 1980 | 50.016    |
| 1990 | 55.006    |
| 2000 | 62.916    |
| 2010 | 66.083    |
| 2020 | 66.816    |

## Persönlichkeiten
- Lee Baxandall (1935–2008), Schriftsteller, Übersetzer und Aktivist der Nudismusbewegung
- Jake Dengel (1933–1994), Schauspieler
- Mark Gruenwald (1953–1996), Comicautor, -zeichner und Redakteur
- Tyrese Haliburton (* 2000), Basketballspieler
- John Harmon (* 1937), Komponist, Jazzpianist und Musikpädagoge
- Lewis Hine (1874–1940), Zeichenlehrer, Sozialarbeiter und Fotograf
- Carl Laemmle (1867–1939), Gründer von Hollywood, Gründer der Universal Studios
- Arthur Carl Lichtenberger (1900–1968), Presiding Bishop und Oberhaupt der Episcopal Church in den Vereinigten Staaten
- Kevin B. MacDonald (* 1944), Professor für Psychologie der California State University, Long Beach
- Helen Farnsworth Mears (1872–1916), Bildhauerin
- Dylan Postl (* 1986), Wrestler, besser bekannt unter dem Namen Hornswoggle

## Bekannte Unternehmen

### Lastkraftwagen
In Oshkosh ist die Oshkosh Truck Corporation, ein Hersteller von Lastkraftwagen, ansässig.

### Textilien
Hier ist OshKosh B’Gosh, ein Hersteller von Kinderbekleidung, ansässig.

### Luftfahrt
Die Firma Basler Turbo Conversions ist ein luftfahrttechnischer Betrieb, spezialisiert auf die Umrüstung von Douglas DC-3 Transportflugzeugen auf Propellerturbinen (siehe Basler BT-67). Zur Firmengruppe gehören auch die Tochterunternehmen Basler Flight Services und Basler Airlines.

### Airshow
Oshkosh ist auch das Mekka der Privat- und Hobbyflieger. Es ist der Hauptsitz der EAA (Experimental Aircraft Association), eine große gemeinnützige Organisation, die jährlich dort ihr berühmtes Fliegertreffen veranstaltet. Zu dieser Oshkosh Airshow (EAA AirVenture Oshkosh) kommen jährlich im Juli 10.000 bis 15.000 Flugzeuge.

## Bildung
Die University of Wisconsin-Oshkosh ist Teil des University of Wisconsin System. Seit 1924 besteht das Oshkosh Public Museum.